# ایستگاه راه‌آهن مرکزی اسن
ایستگاه راه‌آهن مرکزی اسن (انگلیسی: Essen Hauptbahnhof) ایستگاه اصلی راه‌آهن در اسن، آلمان است.
این ایستگاه که در سال ۱۸۶۲ تأسیس شده به راه‌آهن سراسری آلمان و اس-بان راین-رور متصل است.

## نگارخانه

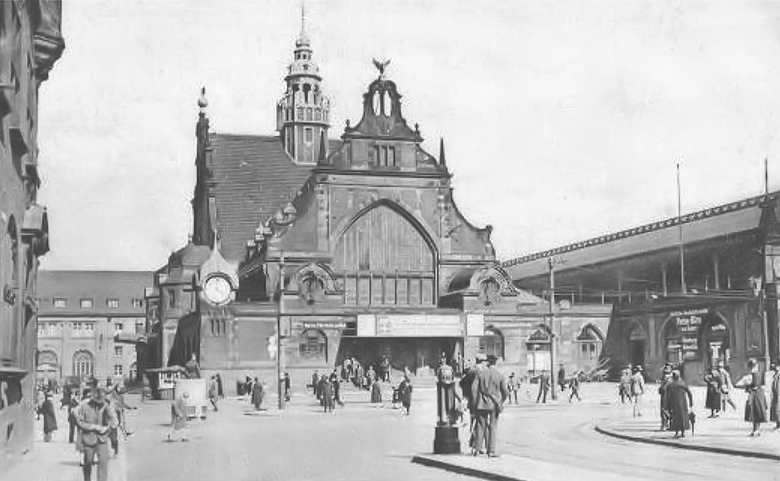
۱۹۱۶
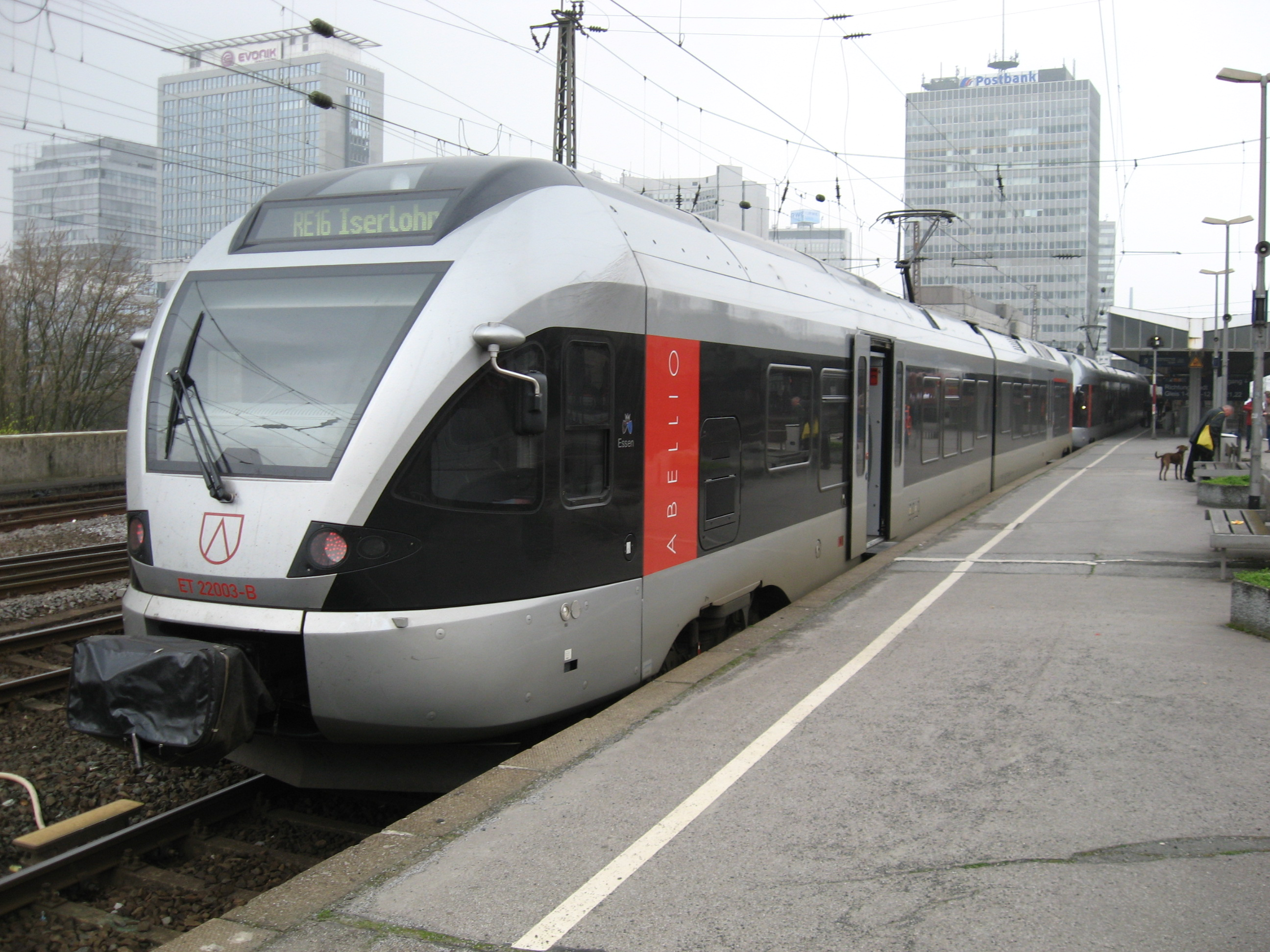
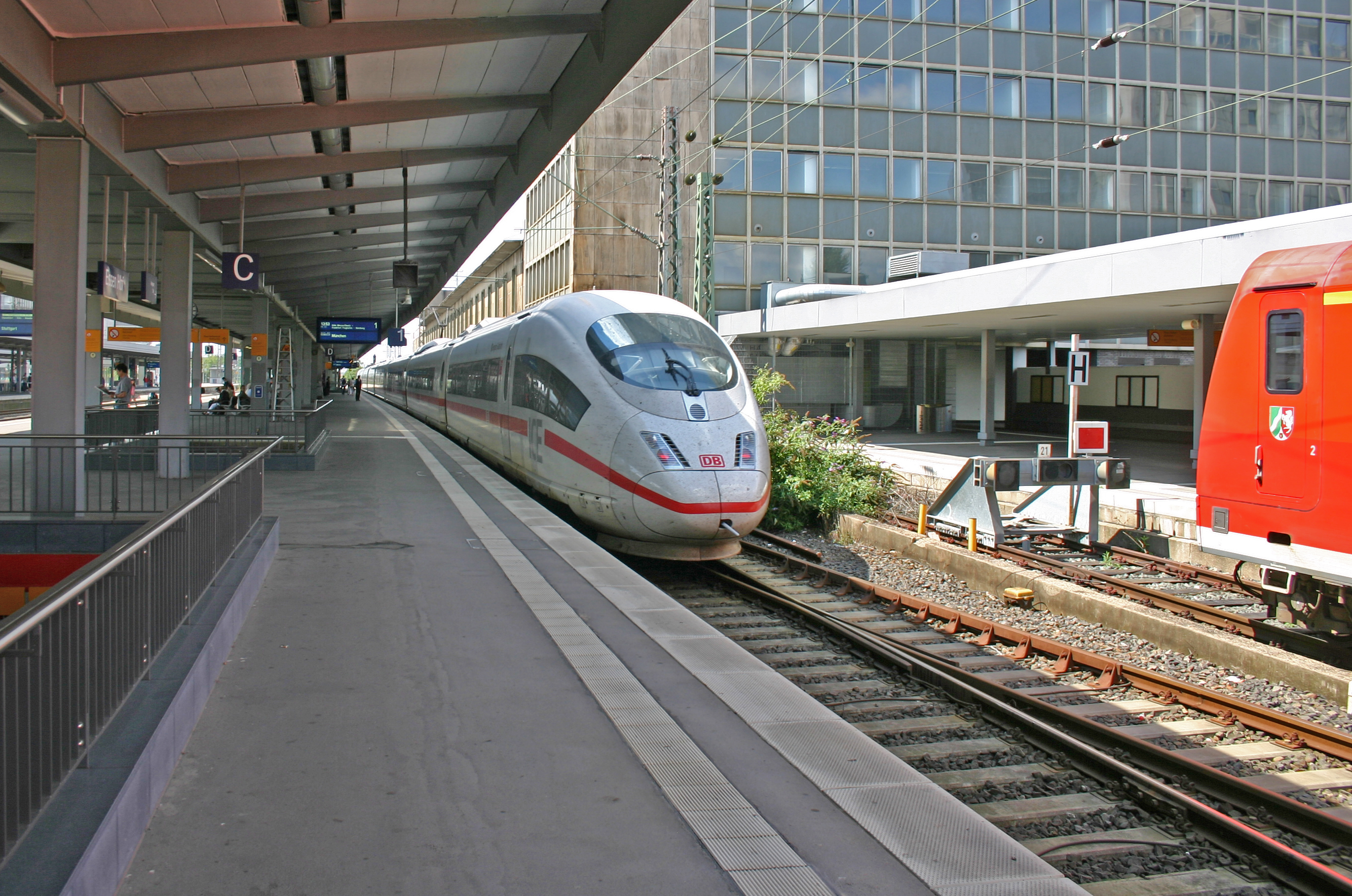
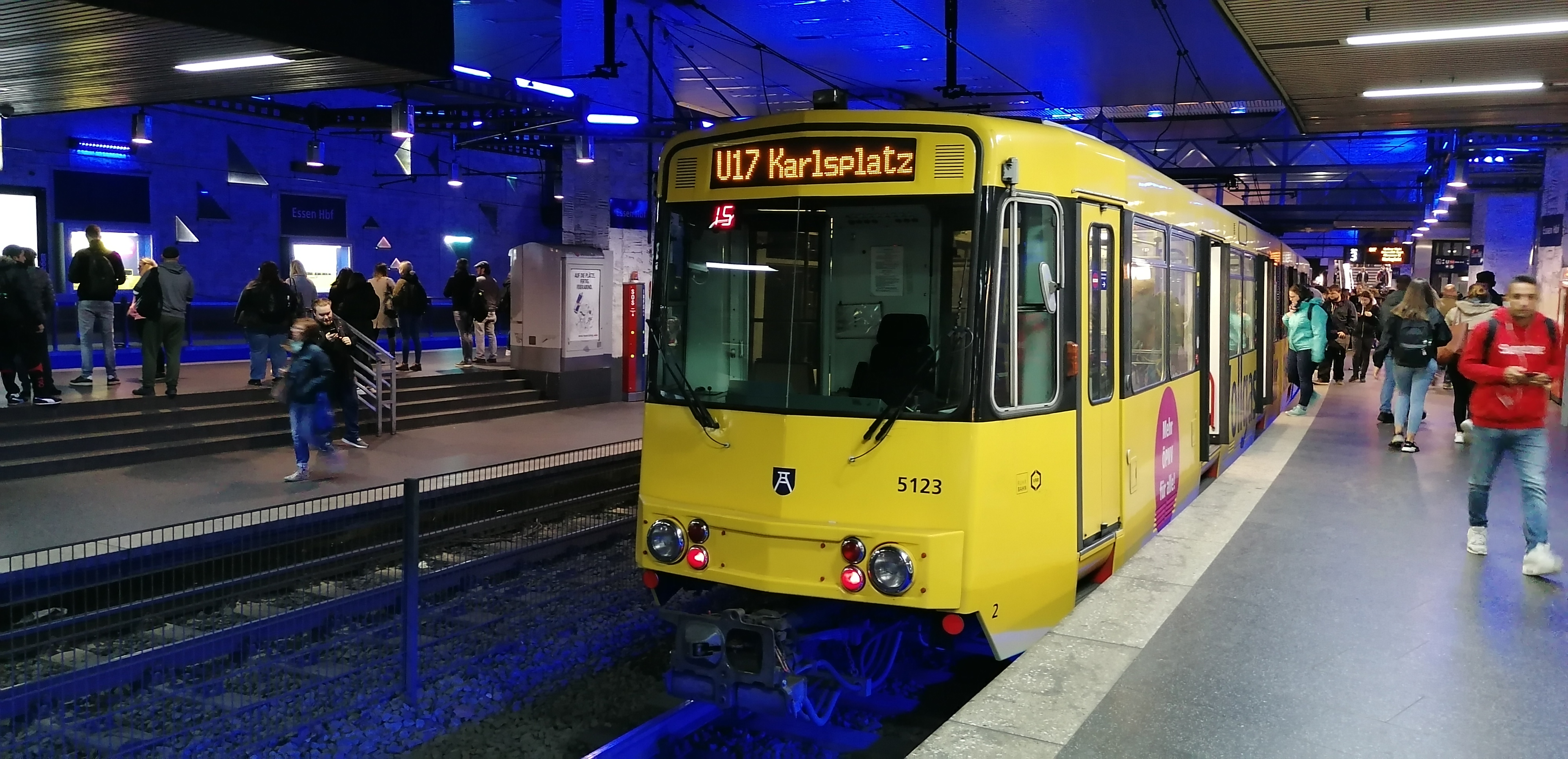